# بیژن میرباقری
بیژن میرباقری زاده ۱۳۴۷، فیلمساز ایرانی است.

## زندگی‌نامه
او دیپلم هنر خود را در رشته مجسمه‌سازی از هنرستان هنرهای زیبای پسران تهران و لیسانس فیلمبرداری از دانشگاه هنر گرفته‌است.
در سال ۱۳۶۴، به عنوان مربی نقاشی درمرکز آفرینش‌های هنری کانون پرورش فکری کودکان و نوجوانان شروع به کار کرد. او با ساخت فیلم انیمیشن « آفتاب می‌شود» فعالیت حرفه‌ای خود را آغاز کرد و در ادامه انیمیشن‌های مرد و سایه، گل، مه سا پسرک ابی را ساخت.
بیژن میرباقری از سال ۱۳۶۷ با ساخت فیلم کوتاه «دو خواهر» به فیلم‌سازی کوتاه روی آورد و بعد از ساخت شش فیلم کوتاه از سال ۱۳۸۳ با ساخت اولین فیلم بلند سینمایی خود به نام «ما همه خوبیم» وارد عرصه ساخت فیلم‌های بلند سینمایی شد و تا کنون فیلم‌های ما همه خوبیم، روز برمی‌آید، «دوزخ، برزخ، بهشت» و طبقه سوم را ساخته‌است. فیلم ماه کامل آخرین فیلم وی به‌شمار می‌رود که در دست تولید دارد.

## آثار

### سینما

#### کارگردان
- ربوده شده (۱۳۹۴)
- طبقه سوم (۱۳۸۸)
- دوزخ، برزخ، بهشت (۱۳۸۷)
- روز برمی‌آید (۱۳۸۵)
- ما همه خوبیم (۱۳۸۳)برنده یوزپلنگ نقره‌ای از فستیوال لوکارنو/ سوئیس/ ۲۰۰۵. نامزد ده سیمرغ بلورین از بیست و سومین جشنواره فیلم فجر و برنده سیمرغ بهترین تدوین برای سعید شاهسواری و همچنین برنده بهترین بازیگر دوم زن برای لیلا زارع.  کاندید ۹ جایزه از جشن نهم خانه سینما ایران و برنده تندیس بهترین بازیگر دوم مرد برای محسن قاضی مرادی
- ناطور (۱۴۰۱)

#### نویسنده
- ربوده شده (۱۳۹۴)
- طبقه سوم (۱۳۸۸)
- دوزخ، برزخ، بهشت (۱۳۸۷)

#### تدوین
- ربوده شده (۱۳۹۴)
- سبز کوچک (۱۳۸۶)

### تلویزیون

#### کارگردان
- رنج پنهان (۱۳۹۶)
- داوران (۱۳۹۱) سیما فیلم
- رو به آسمان (۱۳۸۴) شبکه ۳
- نو عروس (۱۳۸۴) شبکه ۲

## ساخت فیلم‌های انیمیشن
- آفتاب می‌شود (۳۵ م. مَ ۱۳۶۷)
- گل (۱۶ م. م ۱۳۶۷ انجمن سینمای جوانان ایران)
- مرد و سایه (۱۶ م. م ۱۳۶۷ انجمن سینمای جوانان ایران)
- پسرک آبی (مجموعه)(۱۳۷۸) ویدئو انجمن سینمای جوانان ایران)
- مه سا (۳۵م. م ۱۳۸۱ کانون پرورش فکری کودکان و نوجوانان ۸ دقیقه) برنده جایزه بهترین انیمیشن از بخش مسابقه سینمای ایران در جشنواره بین‌المللی فیلم‌های کودکان و نوجوانان اصفهان ۱۳۸۲ و نیز بهترین فیلم کوتاه از بخش بین‌الملل جشنواره کودک اصفهان ۱۳۸۲

### ساخت فیلم‌های کوتاه
- دو خواهر (۳۵م. م ۱۳۷۸ انجمن سینمای جوانان ایران)، برنده جوایز: بهترین فیلم کوتاه از نگاه اتحادیه تهیه‌کنندگان سینمای ایران ۱۳۷۹ بهترین فیلمنامه و کارگردانی از جشنواره دفاع مقدس ۱۳۸۰، مدال نقره یونیکا هلند ۲۰۰۰، نشان طلا از فستیوال ابنزی اتریش ۲۰۰۰، جایزه بزرگ جشنواره و بهترین فیلم داستانی از جشنواره بیلبائو اسپانیا۲۰۰۰، جایزه بزرگ جشنواره فیلم کوتاه لیختن اشتاین ۲۰۰۰
- پرنده (ویدئو ۱۳۷۹)، پدربزرگها شعرنو بلد نیستند (ویدئو ۱۳۷۹)
- نامه نانوشته (۳۵mm، ۱۳۸۰، کانون پرورش فکری کودکان و نوجوانان ۲۱دقیقه) برنده جایزه مدال طلا جشنواره هوستون ۲۰۰۲، حضور در بخش کن جونیور کن فرانسهَ ۲۰۰۲)
- خاموشی (۳۵م. م ۱۳۸۲ انجمن سینمای جوانان ایران) حضور در بخش مسابقه بین‌الملل جشنواره دراما یونانَ ۲۰۰۴
- زیر پلک/(ویدئو. ۱۳۸۶/ مرکز گسترش سینمای مستند و تجربی) برنده بهترین فیلم کوتاه از جشنواره فیلم پلیس ۱۳۸۷)

### فیلمنامه
- روبه آسمان (بلند سینمایی، ۱۳۷۹)
- نفر پنجم (کوتاه، داستانی، ۱۳۸۰)
- آفتاب (کوتاه، انیمیشن، ۱۳۸۰)
- سیب (کوتاه، انیمیشن، ۱۳۸۰)
- ستاره حلبی (کوتاه، انیمیشن، ۱۳۸۱)
- ساخت ژاپن (بلند. سینمایی، ۱۳۸۱)
- دوزخ، برزخ، بهشت (بلند. سینمایی، ۱۳۸۱)
- داشتن (بلند. سینمایی، کار مشترک، ۱۳۸۳)
- طبقه سوم (بلند. سینمایی، ۱۳۸۳)
- شب بارانی (کوتاه، کار مشترک، ۱۳۸۳)
- خدا چیه؟ (کوتاه، ۱۳۸۳)
- آن دیگری (بلند. سینمایی، کار مشترک، ۱۳۸۴)
- ربوده شده (بلند. سینمایی. ۱۳۸۸)
- در بسته (بلند. سینمایی۱۳۹۰)

### سایر آثار
- فیلم بلند داشتن (ویدئو، سیما فیلم/ تهیه‌کننده: رضا جودی ۱۳۸۴)
- فیلم بلند یک اسم (ویدئو، سیما فیلم/ تهیه‌کننده:محمد داوودی ۱۳۸۹)
- سریال تلویزیون " نوعروس " (محصول شبکه دو سیما ۱۳۸۱)
- سریال تلویزیونی " رو به آسمان" (محصول شبکه سوم سیما ۱۳۸۴)
- سریال تلویزیونی " داوران " (محصول سیما فیلم ۱۳۹۱)
- نویسنده سریال تلویزیونی "شهر دقیانوس " (کار مشترک با محمدرضا هاشمیان) محصول شبکه اول سیما ۱۳۹۰)
- فیلم مستند «برادران امیدوار» (۱۳۸۰ کوتاه انجمن سینمای جوانان ایران)
- فیلم مستند "سینمای خانگی" (کوتاه مؤسسه رسانه‌های تصویری ۱۳۸۳)
- فیلم مستند "جیرفت" (در حال تولید)
- فیلم مستند " اواز دریانوردان خلیج فارس " کارگردان علیرضا قاسمخان / تهیه‌کننده بیژن میرباقری / ۱۳۹۱
- تصویرسازی مجموعه کتاب کودک جیرک و جورک (در چهار فصل) نشر و مرکز ۱۳۷۹
- تیزر بیست و دومین جشنواره فجر
- و بیش از صد عنوان تیزر تبلیغاتی